# Phintias von Akragas
Phintias (altgriechisch Φιντίας Phintías; † 279 v. Chr.) war um 280 v. Chr. Tyrann von Akragas.
Als die Einwohner der Stadt Gela von den Mamertinern vertrieben wurden, siedelte er die Bewohner nahe der Mündung des Himeras an und nannte die Stadt nach ihm selbst Phintias (das heutige Licata).